# Nati nel 1998
| Questa pagina contiene informazioni ricavate automaticamente dalle voci biografiche con l'ausilio del template Bio e di un bot. L'aggiornamento è periodico e automatico e ricostruisce completamente la pagina. Se manca una persona in questa lista, sei pregato di non aggiungerla, ma accertati piuttosto che la sua voce biografica contenga il template Bio e che i dati anagrafici siano correttamente compilati. Se il template Bio manca, inseriscilo tu stesso o, in alternativa, metti l'avviso {{tmp\|Bio}} che ne segnala la mancanza. Se i dati riportati sono sbagliati, correggi direttamente la voce biografica; le modifiche saranno visibili in questa lista entro pochi giorni. Per chiarimenti vedi il progetto biografie. La lista contiene solo le 4.581 persone che sono citate nell'enciclopedia e per le quali è stato implementato correttamente il template Bio. Pagina aggiornata al 18 ago 2025. |

## Senza giorno specificato(26)
- Enzo Affaticati, giocatore di football americano e calciatore argentino
- Lamiya Aji Bashar, attivista irachena
- Naser Alizadeh, lottatore iraniano
- Yasemin Anagöz, arciera turca
- Robert Downs III, giocatore di football americano statunitense
- Kenny Floret, giocatore di football americano francese
- Rokas Yan, cantante lituano
- Edward Skeletrix, rapper statunitense
- Thomas Kugler, giocatore di football americano tedesco
- Annika Kyröläinen, giocatrice di football americano finlandese
- Anttoni Lampivuo, giocatore di football americano finlandese
- Daniel Luoma, giocatore di football americano finlandese
- Edith Martínez Val, attrice e modella spagnola
- Siphelele Mashwama, regina swazilandese
- Ibony Mbungu, giocatore di football americano svizzero
- Pouya Naserpour, lottatore iraniano
- Genesis Owusu, cantante ghanese
- Ramón, cantante norvegese
- Fayade Said, giocatore di football americano francese
- Joseph Sissens, danzatore britannico
- Onni Soininen, giocatore di football americano finlandese
- Taleedah Tamer, modella saudita
- Irene Toledano, nuotatrice artistica spagnola
- Khris Vaughn, giocatore di football americano statunitense
- Francesca Velicu, ballerina rumena
- Lidia Vigara, nuotatrice artistica spagnola